# Ain't It Funny What a Difference Just a Few Hours Make
"Ain't It Funny What a Difference Just a Few Hours Make" (Em português: Não é Engraçado a Diferença que Apenas Algumas Horas Fazem) é uma música composta .por Alfred G. Robyn e escrita por Henry M. Blossom lançado no ano de 1903 publicado pela M. Witmark and Sons. Foi introduzido no show da Broadway de 1904, The Yankee Consul, e brevemente se tornando um padrão.
A canção é um lamento de Abijah Booze, o cônsul americano em Puerto Plata, que se arrepende de ter que acordar cedo. O papel de Booze na estreia foi interpretado por Raymond Hitchcock, seu primeiro papel principal. O título é um refrão encontrado ao longo da música:
      Não é engraçado a diferença que apenas algumas horas fazem?
Embora quase completamente esquecida hoje, uma versão da música de um cantor popular da época conhecido como Billy Murray pode ser baixada em vários sites. Sua versão foi lançada pela Victor Records.